# La llei de la força
La llei de la força  (títol original en anglès: The Big Trees) és una pel·lícula estatunidenca dirigida per Felix E. Feist el 1952. Ha estat doblada al català.

## Argument
El 1900, Jim Fallon, un llenyataire poc escrupolós, que treballa en una explotació forestal, i el seu amic Yukon Baurns arriben a la terra dels grans seqüoies. Determina amb el suport de la llei de delmar tota una vall d'arbres gegants a Califòrnia. Però aquesta vall és ocupada per una colònia de quàquers, que no ho veuen de la mateixa manera.

## Repartiment
- Kirk Douglas: Jim Fallon
- Eve Miller: Alicia Chadwick

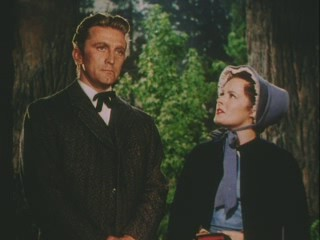
Kirk Douglas (Jim Fallon) i Eve Miller (Alicia Chadwick)

- Patrice Wymore: Daisy Fisher/Dora Figg
- Edgar Buchanan: Walter "Yukon" Burns
- John Archer: Frenchy LeCroix
- Alan Hale Jr.: Tiny
- Roy Roberts: Jutge Crenshaw
- Charles Meredith: Elder Bixby
- Harry Cording: Cleve Gregg
- Ellen Corby: Sor Blackburn
- Lilian Bond: L'amiga de Daisy (no surt als crèdits)